# Gorska ivančica
Gorska ivančica (voluje oko, lat. Leucanthemum adustum), vrsta glavočike iz roda ivančica. Raste po Europi, uključujući i Hrvatsku. Postoje dvije podvrste.

## Podvrste
- Leucanthemum adustum subsp. adustum
- Leucanthemum adustum subsp. margaritae (Gáyer) Holub